# بسكويت جكند
بسكويت جُكُند عجينة بسكويت مخفوقة بالقرب من الكعكة الإسفنجية. تتكون من مسحوق اللوز وبياض البيض والدقيق والسكر والزبدة. يراوح ثخنها من 3 إلى 5 ملم. قوامه مرن وجيد التهوية. يصبح البسكويت المنقوع في شراب أو القشدة أقراصًا سكرية. هذا يجعله ضروريًا في إنتاج العديد من المعجنات. يُستخدم قاعدة لكعكة الأوبراولربط دوائر المعجنات.

## صور

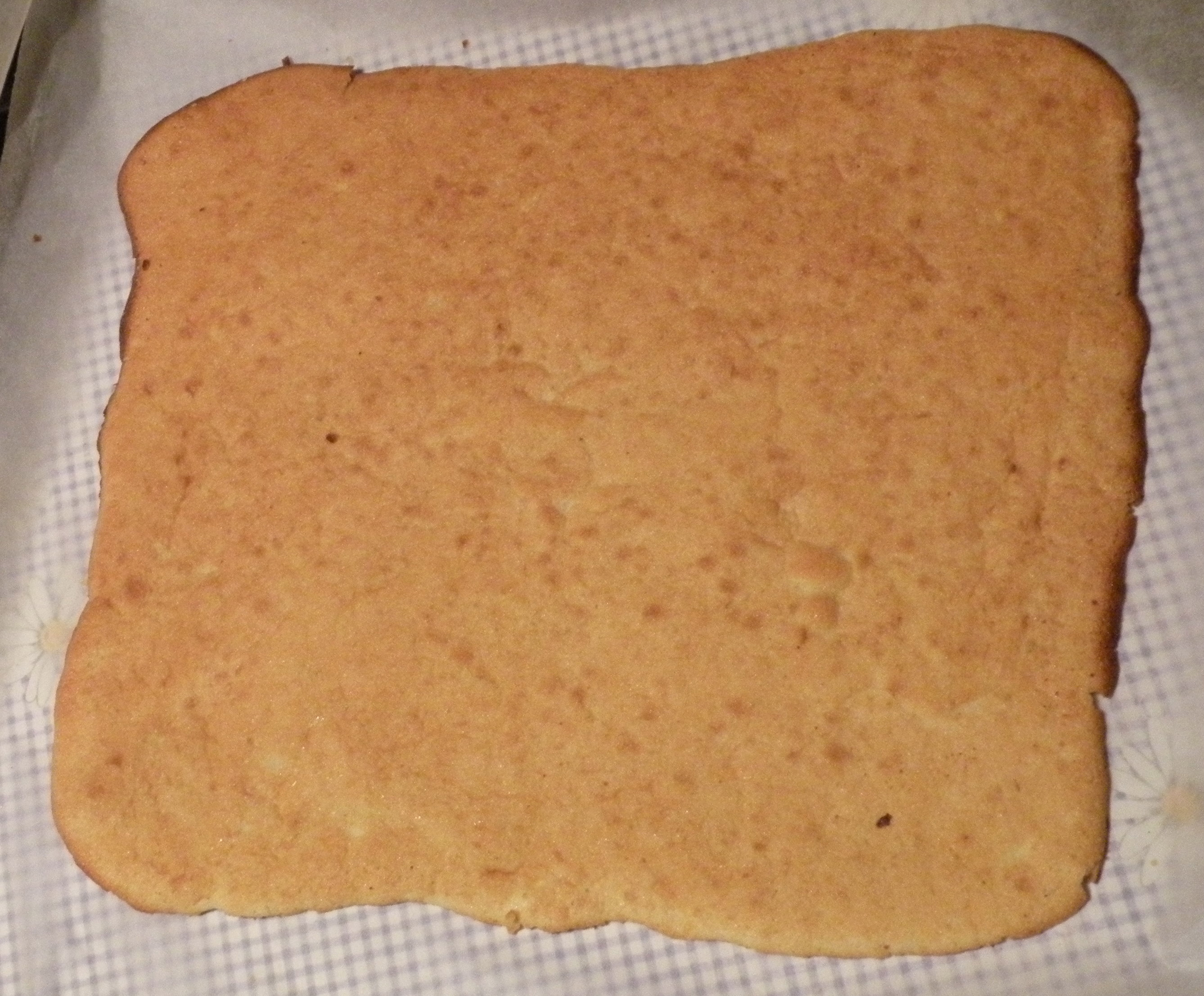
كعيكة جكند
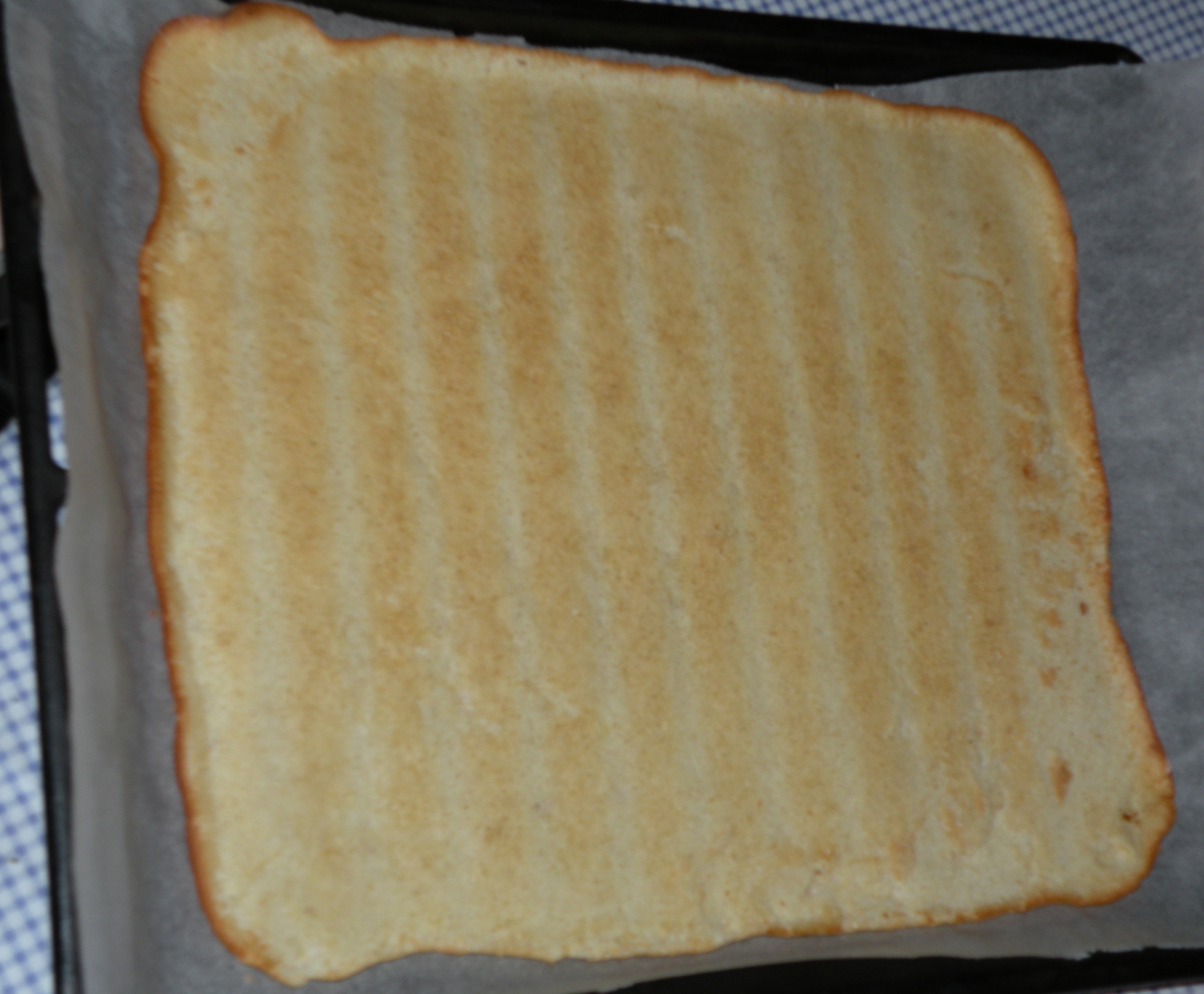
الجزء السفلي من الكُعيكة